# Hezhang

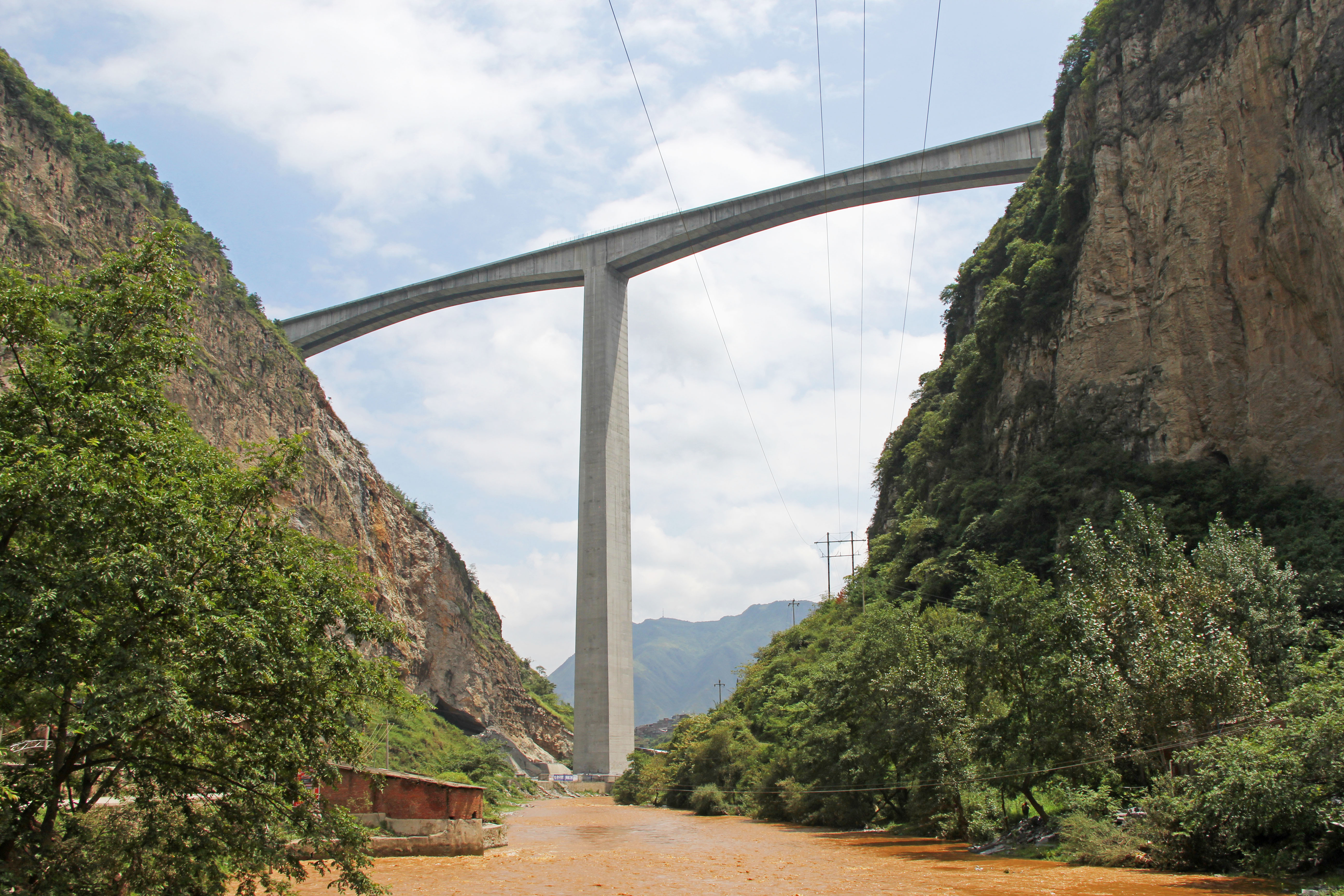
Bild der Hezhang-Brücke.

Hezhang (赫章县,  Hèzhāng Xiàn) ist ein chinesischer Kreis der Stadt Bijie in der Provinz Guizhou. Die Fläche beträgt 3.246 Quadratkilometer und die Einwohnerzahl 664.100 (Stand: Ende 2018).
Die Kele-Stätte (Kele yizhi 可乐遗址), han-zeitliche Gräber des Königreichs Yelang in der Gemeinde Kele, steht seit 2001 auf der Liste der Denkmäler der Volksrepublik China (5-108).

## Administrative Gliederung
Auf Gemeindeebene setzt sich der Kreis aus sechs Großgemeinden und neunzehn Gemeinden zusammen. 